# Vera Botterbusch
Vera Botterbusch (* 10. Februar 1942 in Dortmund) ist eine deutsche Autorin, Regisseurin, Filmemacherin und Fotografin.

## Leben
Vera Botterbusch studierte Romanistik, Germanistik, Regie und Kunst in Bonn, Münster, Grenoble und München. Die freiberufliche Autorin und Regisseurin, Filmemacherin und Fotografin wurde bekannt durch ihre Filme zu Literatur, Kunst und Musik vor allem für das Bayerische Fernsehen und durch ihre publizistische Tätigkeit vor allem für die Süddeutsche Zeitung, durch ihre Theaterarbeiten und Ausstellungen.
Vera Botterbusch ist Mitglied im Bundesverband Bildender Künstler (BBK), im VBK (Vereinigung bildender KünstlerInnen), im VS (Verband Deutscher SchriftstellerInnen (ver.di)) und im PEN-Zentrum Deutschland. Vera Botterbusch lebt in München und im Bayerischen Wald.

## Werke

### Publikationen

#### Lyrik
in Zeitschriften (u. a. Kürbiskern) und Anthologien
- Aber besoffen bin ich von dir, Liebesgedichte, Hg. Jan Hans, Rowohlt Taschenbuch Verlag, Hamburg 1979
- Seit du weg bist, Liebesgedichte danach, Hg. Jan Hans, Rowohlt Taschenbuch Verlag, Hamburg 1982
- Straßengedichte Hg. Joachim Fuhrmann, Wilhelm Heyne Verlag, München, 1982
- Alles wandelt sich – Echos auf Ovid, Hg. Gabrielle Alioth u.Hans-Christian Oeser, P&L Edition, München, 2016

Einzelpublikation
- Im Takt der Gefühle oder Mein blauer Gedanke, Lyrisches Tagebuch und andere Gedichte, Kulturmaschinen Verlag, Freiburg 2023

#### Foto-Bücher
Resonanzen, Fotografische Expeditionen, Morsak Verlag, Grafenau, 2012

Die Welt ist ein Markt, Fotografien aus Abeokuta und Isara/ Nigeria, dem nigerianischen Literaturnobelpreisträger Wole Soyinka zum 80. Geburtstag, Staatliche Bibliothek Passau, 2014

Und die Welt hebt an zu singen, Fotografien von Vera Botterbusch, Städtische Galerie im Leeren Beutel, 2017

#### Essays
zur zeitgenössischen Kunst in Kunst-Katalogen und Kunstbüchern zu u. a.:
Else Bechteler, Christina von Bitter, Heino von Damnitz, Christoph Drexler, Kim Young Hee, Alfred Kaiser, Werner Knaupp, Erika Maria Lankes, Andreas Legath, Folker Lerche, Klaus Liebig, Erich Lindenberg, Vera Novottny, Hans Nyga, Nils-Udo, Ana Uribe, Gerda Wasmuth-Pohley, Woty Werner u.a

#### Herausgeberin der Werke von Gotthelf Gollner
- A oide Lindn is a Gschicht Sprüche und Gedichte, Hugendubel Verlag, München 1981
- Wennsd nix brauchst, höifan da olle, Gesammelte Sprüche und Gedichte, Morsak Verlag, Grafenau 1988
- Mitherausgeberin (Zs. mit Klaus Konjetzky) An zwei Orten zu leben, Heimat-Geschichten, AutorenEdition im Athenäum Verlag, Königstein/ Ts. 1979; Wilhelm Goldmann Taschenbuch Verlag, München 1985

### Theaterarbeiten

#### Literarisch-musikalische Collagen
- Lieben oder Sterben, Präludien und Nachtstücke einer Beziehung, George Sand und Frédéric Chopin mit Laura Konjetzky (Klavier), Erstaufführung München, Institut Français, November 2004, Weitere Aufführungen in Rostock, Lüneburg, Passau
- Adalbert Stifter, Der Hochwald, Ein WORT-KLANG-PROJEKT mit Laura Konjetzky, Lauren Newton, Sebi Tramontana und Udo Wachtveitl, Erstaufführung Passau, Europäische Wochen, Juli 2005
- Kleine Asphaltschritte, Transformance mit Texten von Klaus Konjetzky, mit SahraHuby (Tanz), Laura Konjetzky, Christoph Reiserer (Musik), Vera Botterbusch (Stimme), 2008
- Souviens-toi: Erinnere dich, Eine Collage mit Texten von Paul Celan, Robert Merle, Patrick Modiano u.a, Fotografien und Filmausschnitte von Vera Botterbusch, Klaviermusik von Erwin Schulhoff, mit Laura Konjetzky (Klavier), Siemen Rühaak, Margrit Sartorius, Vera Botterbusch (Sprecher), Erstaufführung in der Black Box im Gasteig München, Januar 2018